# Concerto pour violon de Sessions
Pour les articles homonymes, voir Concerto pour violon (homonymie).
Le Concerto pour violon de Roger Sessions a été composé entre 1927 et 1935 et est écrit pour violon et un orchestre sans violons.

## Histoire
La composition du concerto a commencé, sur la suggestion de Serge Koussevitzky, durant l'été 1927 - même si le compositeur plus tard a postdaté le début de œuvre lors de son séjour à l'American Academy in Rome en 1928 et 1929, — et a été terminé en 1935,. Il était initialement prévu qu'il soit créé par l'Orchestre symphonique de Boston durant la saison 1932–33, avec Richard Burgin comme soliste, mais Sessions n'a pas fini à temps le finale, qui devait être le troisième mouvement. Ayant opté en définitive pour une forme en quatre mouvements, Sessions a transmis la partie de violon à Burgin à la fin de 1934, alors qu'il était encore en train d'orchestrer le dernier mouvement, et Koussevitzky a accepté de programmer le concerto lors de la première moitié de la saison 1935–36. Lorsque Sessions a exprimé sa préférence pour un violoniste plus connu, Burgin a renoncé à créer le concerto et Joseph Szigeti a été pressenti comme soliste probable. Le Concerto a finalement été achevé à San Francisco en août 1935, et la première devait avoir lieu en novembre 1936, mais le soliste désormais prévu, Albert Spalding, a sollicité un report et demandé que Sessions compose un nouveau final. Sessions a refusé et libéré le violoniste de son obligation d'exécuter le concerto. Spalding ne maîtrisait pas la partie de violon, tout particulièrement la « quasi punition » qu'était la tarantelle finale, et le concert a été annulé à la dernière minute. Le concerto a finalement été officiellement donné en première audition par Louis Krasner et l'Orchestre symphonique du Minnesota, dirigés par Dimitri Mitropoulos, le 14 novembre 1947,, bien qu'une exécution plus ancienne ait eu lieu à Chicago le 8 janvier 1940 par Robert Arthur Gross, le WPA Illinois Symphony Orchestra, et Izler Solomon (en),, et que Gross ait joué les deux premiers mouvements en 1941 avec le National Youth Orchestra dirigé par Leopold Stokowski.
Le concerto est dédié à Barbara, la première épouse de Sessions,.
Les défenseurs de ce concerto comprennent Tossy Spivakovsky (qui a créé l'œuvre à New York avec Leonard Bernstein à la baguette ein 1959). Plus récemment, on trouve Jorja Fleezanis et Ole Bohn, qui ont effectué le second enregistrement dans le monde.

## Style et forme
Sessions a jugé son concerto comme une nette avancée par rapport à son style précédent néoclassique. Il marque le début de son style unique, caractéristique, avec de longues sections, qui coulent en permanence, dans lesquelles les idées surgissent, gagnent en clarté et précision, puis s'éloignent à nouveau dans le flux général.
Il possède quatre mouvements:
1. Largo e tranquillo, con grande espressione[9],[11] (ca. 9–11 minutes)[15]
2. Scherzo (Allegro) (ca. 6–8 minutes)
3. Romanza (Andante) (ca. 4 minutes)
4. Molto vivace e sempre con fuoco (ca. 10–11 minutes)

## Orchestration[16]
| Instrumentation du Concerto pour violon        |
| violon soliste                                 |
| Bois                                           |
| 3 flûtes, 2 hautbois, 4 clarinettes, 3 bassons |
| Cuivres                                        |
| 4 cors, 2 trompettes, 2 trombones              |
| Percussions                                    |
| timbales, percussions                          |
| Cordes                                         |
| altos, violoncelles, contrebasses              |

## Enregistrements
- Paul Zukofsky, violon; Orchestre de l'ORTF, Gunther Schuller, chef. CRI Recordings (CRI 220 USD LP, 1968, and CD 676, 1994.)
- Ole Bohn, violon; Monadnock Festival Orchestra, James Bolle, chef. Albany Records ALB 938, 2007.